# 伊利斯塔亚河
伊利斯塔亚河（俄语：река Илистая），前称勒富河（转写：Lefu Bira），是滨海边疆区的河流，源起内兴安岭，长220公里，流域面积5470.3平方公里，河口海拔高度68米，在拉佐区和米哈伊洛夫卡区交界处注入兴凯湖。河流上游有恰基里穆敦遗址。小伊利斯塔亚河、斯涅古罗夫卡河、利亚利奇河、阿布拉莫夫卡河和切尔尼戈夫卡河注入。

## 名称
满语名“勒富”意为熊。1972年更为现名。

## 引用
1. ↑  . primpogoda.ru.   [2019-05-04]. （原始内容存档于2014-10-30） （俄语）.
2. ↑   (PDF). www.vladcity.com. （原始内容 (PDF)存档于2011-07-17）.